# Жир Василь Дорофійович
Жир Васи́ль Дорофі́йович (нар. 1899, село Хандаліївка, Павлоградський повіт, Катеринославська губернія — пом. 22 листопада 1921, містечко Базар, Базарська волость, Овруцький повіт, Волинська губернія) — козак 4-ї Київської дивізії Армії УНР, Герой Другого Зимового походу.

## Життєпис
Народився у 1899 році у селі Хандиліївка Павлоградського повіту Катеринославської губернії в українській селянській родині.
Освіти не мав.
Не входив до жодної партії, але співчував правим есерам.
В Армії УНР з 1918 року.
Служив у 4-му курені 2-ї бригади 6-ї Січової дивізії.
Під час Другого Зимового походу — козак 4-ї Київської дивізії.
Потрапив у полон 17 листопада 1921 року під селом Малі Миньки.
Розстріляний більшовиками 22 листопада 1921 року у містечку Базар.
Реабілітований 27 квітня 1998 року.

## Вшанування пам'яті
- Його ім'я вибите серед інших на Меморіалі Героїв Базару.